# Telefónica Europe
Telefónica Europe plc war seit 2006 eine Tochtergesellschaft der spanischen Telefongesellschaft Telefónica und betrieb unter dem Markennamen O2 Telekommunikationsdienstleistungen. Das Unternehmen wurde 2001 unter dem Namen mmO2 durch Ausgliederung des Mobilfunkgeschäfts der BT Group gegründet und an die Börse gebracht. 2006 wurde das Unternehmen vom Telefónica-Konzern übernommen, seitdem war bis zum Jahr 2014 in der Gruppe das gesamte Europa-Geschäft (also auch Festnetz und Internet) des spanischen Konzerns organisiert, allerdings ohne den spanischen Heimatmarkt, wo die Telefónica selbst das Geschäft leitete.

## Geschichte
Das Unternehmen wurde am 19. November 2001 selbständig, als die BT Group die Anteile an seinem Mobilfunkgeschäft in eine neue Gruppe, mmO2, abspaltete. Kurz darauf nahm diese einen umfassenden Marken-Austausch („Rebranding“) seiner Netzbetreiber in Deutschland (Viag Interkom), Irland (Esat Digifone), dem Vereinigten Königreich (BT Cellnet) sowie in den Niederlanden (Telfort) auf die Marke O2 vor. Die einzelnen Ländergesellschaften erhielten den Namen O2 (zwischenzeitlich Telefónica O2), kombiniert mit dem jeweiligen Ländernamen in englischer Sprache. Die deutsche Tochter hieß demnach Telefónica O2 Germany.
Im Jahr 2003 trennte sich mmO₂ für 25 Mio. Euro von O₂ Netherlands, das seitdem wieder Telfort heißt. Nach einer Umstrukturierung im März 2005 firmierte das Unternehmen als O₂ plc. Am 23. Januar 2006 hat die spanische Telefónica die Übernahme von O2 für umgerechnet 26 Milliarden Euro abgeschlossen. Dadurch wurden O2 plc und Telefónica zusammen mit über 100 Millionen Kunden das weltweit viertgrößte Mobilfunkunternehmen nach China Mobile, der Vodafone Group und China Unicom.
Seit 2006 gehören außerdem der ehemals staatliche Telekomkonzern Český Telecom sowie der angegliederte Mobilfunknetzbetreiber Eurotel, der Marktführer in Tschechien, zum Konzern. Beide Unternehmen verschmolzen am 1. Juli 2006 zu Telefónica O2 Czech Republic und führten gleichzeitig einen Marken-Austausch (engl. „rebranding“) auf die Marke O2 durch. Im Juni 2006 wurde der britische DSL-Anbieter Be für umgerechnet rund 74 Mio. Euro gekauft. Seit dem August 2006 besitzt die O2 Group außerdem eine Mobilfunklizenz in der Slowakei und ist dort Anfang Februar 2007 als Telefónica O2 Slovakia gestartet.
Gegen Ende des Jahres 2009 kündigte Telefónica Europe die Übernahme des Hamburger Kommunikationsunternehmens HanseNet an, bisher eine Tochter der Telecom Italia. In Deutschland war das Unternehmen unter der Marke Alice bekannt und betreute mehr als 2 Millionen DSL-Kunden. Die Integration von HanseNet wurde im März 2011 abgeschlossen.
Im April 2011 signalisierte man mit der Umfirmierung der deutschen Tochter Telefónica O2 Germany zum neuen Unternehmen Telefónica Germany die Verbundenheit der weltweiten Telefónica-Gruppe. Die Umfirmierung der übrigen Landesgesellschaften erfolgte sukzessive im Jahresverlauf 2011. O2 ist seither nur noch die Produktmarke für Privat- und Geschäftskunden.
Am 23. Juli 2013 gaben Telefonica und KPN bekannt, dass E-Plus für einen Kaufpreis von 5 Milliarden Euro plus 17,6 % der Aktien an der Telefónica Deutschland Holding verkauft wird. Durch die Übernahme reduzierte sich die Anzahl der Unternehmen auf dem deutschen Mobilfunkmarkt auf drei.
Ab September 2014 wurde die Telefónica Europe mitsamt seinen Operationen direkt in die Muttergesellschaft Telefónica integriert. Übrig blieb dabei in England nur die selbstständige Tochtergesellschaft Telefónica UK.

## Struktur

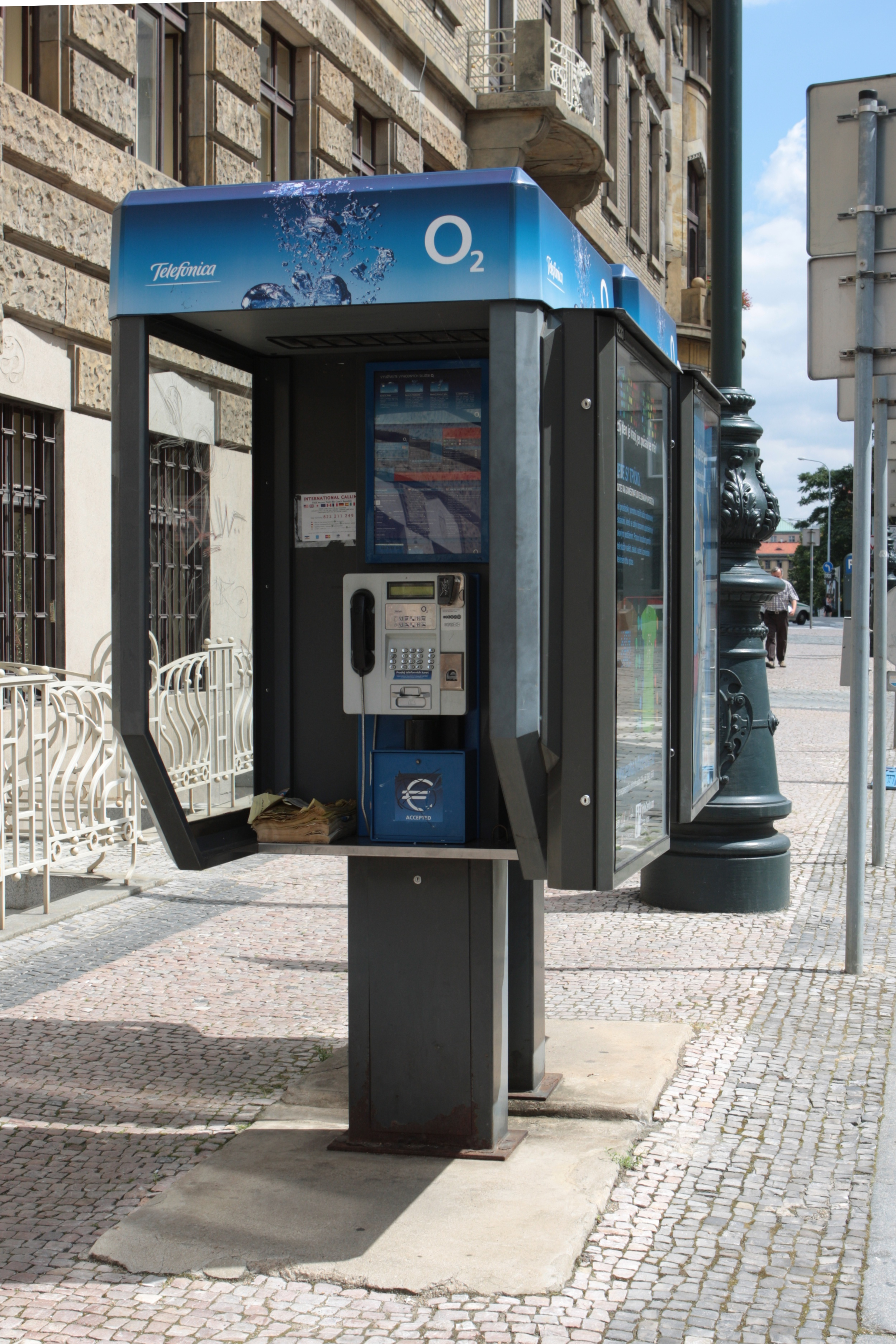
O₂-Telefonzelle in Prag

Zur Telefónica Europe plc (GB) gehörten drei Landesgesellschaften mit über 42 Millionen Mobil- und Festnetzkunden in Europa.
- Telefónica Deutschland Holding, früher VIAG Interkom
- Telefónica España (ES)
- Telefónica UK (GB)